# Guy X
Pour plus de détails, voir Fiche technique et Distribution.
Guy X est un film américain de 2005 réalisé par Saul Metztein avec dans les rôles principaux Jason Biggs, Natascha McElhone, Jeremy Northam. Il s'agit d'une adaptation du roman No One Thinks of Greenland de John Griesemer.

## Synopsis
Durant la guerre froide, un soldat est accidentellement envoyé dans une base militaire au Groenland.

## Fiche technique
- Titre : Guy X
- Réalisation : Saul Metzstein
- Scénario : Steve Attridge et John Paul Chapple d'après le roman de John Griesemer
- Musique : Hilmar Örn Hilmarsson et Charlie Mole
- Photographie : François Dagenais
- Montage : Anne Sopel
- Production : Michael Cowan, Mike Downey, Jason Piette et Sam Taylor
- Société de production : Film and Music Entertainment, Spice Factory, Syon Media et Ex
- Pays :  Canada,  Islande,  Royaume-Uni et  États-Unis
- Genre : Comédie et guerre
- Durée : 101 minutes
- Dates de sortie : 
  -  Royaume-Uni : 14 octobre 2005

## Distribution
- Jason Biggs : le caporal Rudy Spruance
- Natascha McElhone : le sergent Irene Teal
- Jeremy Northam : le colonel Woolwrap
- Sean Tucker : Lavone
- Hilmir Snær Guðnason : Petri
- Harry Standjofski : Chaplain Brank
- Rob deLeeuw : Slim
- Donny Falsetti : Genteen
- Jonathan Higgins : Vord
- Michael Ironside : Guy X
- Benz Antoine : Philly
- Mariah Inger : May
- Dino Tosques : Chef